# Лірвак з-над Сяна
«Лірвак з-над Сяна» — літ. альманах, виданий 1852 в м. Перемишль. Продовжив традицію «Русалки Дністрової» (1837). Містить поетичні і прозові твори, а також наук. статті. Серед них — поезії П.Леонтовича, А.Кульчицького, К.Антонія, С.Осташевського. Поезії мають романтичний характер, у них відчуваються захоплення козацтвом, вплив нар. пісні. Оприлюднена в альманасі повість П.Леонтовича «Чиє серце, того правда» стала одним із перших прозових творів на істор. тематику в літературі Західної України. У статтях Б.Леонтовича «Кілька слів о формах нашого язика і о письмовні» та Й.Лозинського «Витяги з рукопису „Критика“» обґрунтовується самостійність української мови, обстоюється необхідність розвитку літератури на основі нар. мови, принципів фонетичного правопису тощо. Виступаючи проти намагань реанімувати церковнослов'ян. мову, автори цих статей посилалися на досвід сербів і поляків, а також на твори східноукр. письменників і вчених — І.Котляревського, Г.Квітки-Основ'яненка, М.Максимовича, О.Бодянського та інших.